# 344

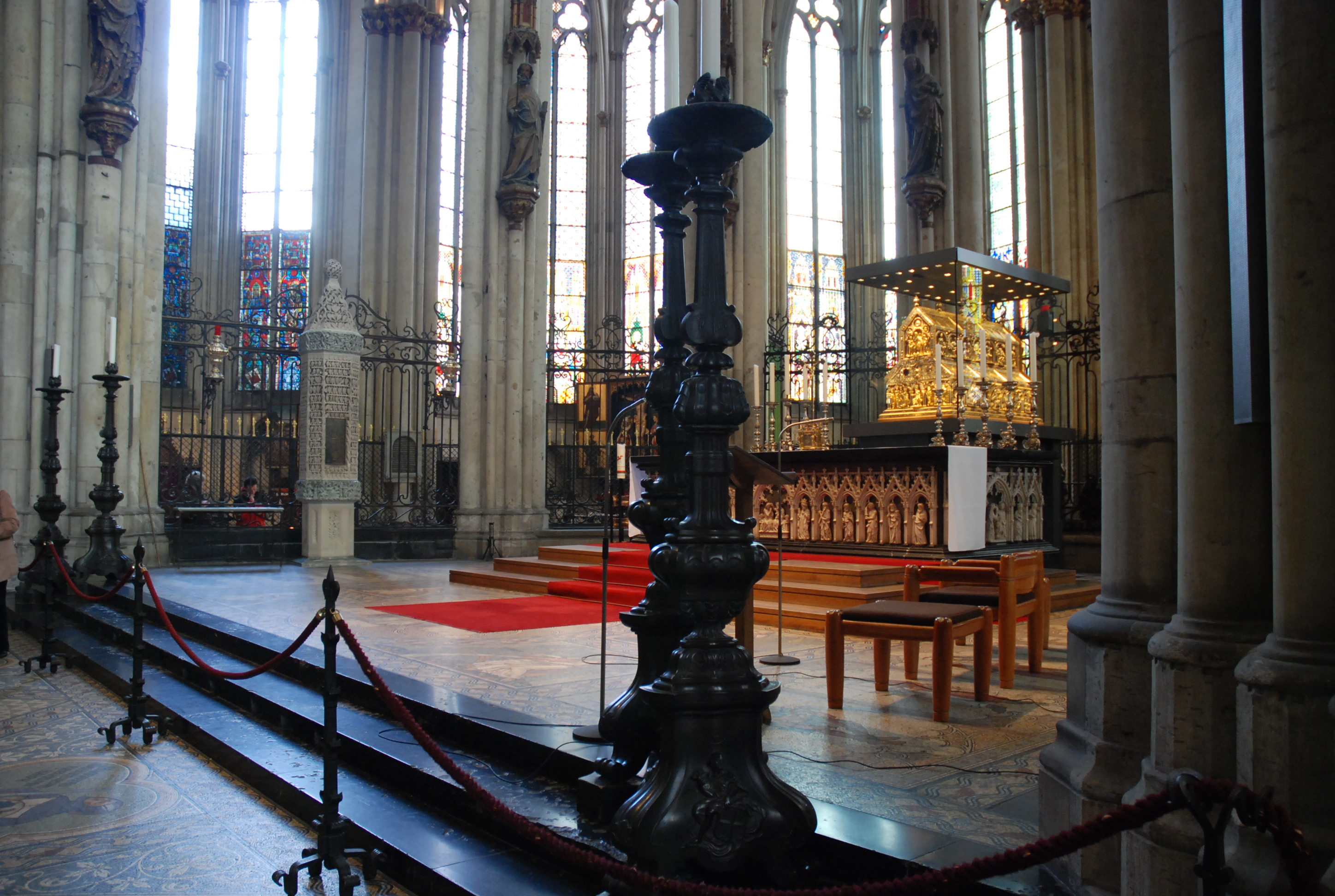
De relikwieën van de Drie Koningen, tegenwoordig in een schrijn in de Dom van Keulen

Het jaar 344 is het 44e jaar in de 4e eeuw volgens de christelijke jaartelling.

## Gebeurtenissen

### Italië
- Keizer Constans I schenkt de relikwieën van de Drie Koningen aan de stad Milaan.

### Perzië
- Koning Shapur II vaardigt in het Perzische Rijk een decreet uit om de christenen te belasten met extra belastingen. Indien ze deze heffing niet kunnen of willen betalen, worden ze als opstandelingen vervolgd en terechtgesteld.

## Geboren
- Kumarajiva, boeddhistische monnik en vertaler (overleden 413)
- Maria van Egypte, patroonheilige (waarschijnlijke datum)